# Деево (Тульская область)
Деево — деревня в Тульской области России. С точки зрения административно-территориального устройства входит в Поповский сельский округ, Алексинский район. В плане местного самоуправления входит в состав муниципального образования город Алексин.

## География
Деревня находится в северо-западной части Тульской области, в пределах северо-восточного склона Среднерусской возвышенности, в подзоне широколиственных лесов, северо-западнее села Першино и севернее дер. Берники.

### Климат
Климат характеризуется как умеренно континентальный, с ярко выраженными сезонами года. Средняя температура воздуха летнего периода — 16 — 20 °C (абсолютный максимум — 38 °С); зимнего периода — −5 — −12 °C (абсолютный минимум — −46 °С). Снежный покров держится в среднем 130—145 дней в году. Среднегодовое количество осадков — 650—730 мм.

## История
По старому административному делению относилась к Извольской волости Алексинского уезда. Было приписано к церковному приходу в с. Изволь.

## Население
| 2010 |
| ---- |
| 8    |

### Национальный состав
Согласно результатам переписи 2002 года, в национальной структуре населения русские составляли 100 % из 17 чел.